# 함양 용산사지 석조여래입상
함양 용산사지 석조여래입상(咸陽 龍山寺址 石造如來立像)은 대한민국 경상남도 함양군 함양읍의 보림사 법당에 모셔진 석조여래입상이다.
1997년 1월 30일 경상남도의 유형문화재 제318호 함양용산사지석조여래입상으로 지정되었다가, 2018년 12월 20일 현재의 명칭으로 변경되었다.

## 개요
경상남도 함양군 함양읍의 보림사 법당에 모셔진 석조여래입상이다. 원래는 옛 용산사 절터 근처에서 발견되어 민가에서 모셨으나 1990년 초에 이곳 보림사로 옮겨왔다.
풍만한 얼굴에 목에는 3줄의 주름인 삼도(三道)가 뚜렷하고, 양 어깨에 걸친 옷자락은 아래까지 굵은 옷주름으로 표현하였다. 손모양은 땅속의 악귀를 물리친다는 의미의 항마촉지인(降魔觸地印)을 하고 있는데, 손가락을 힘주어 펼치고 있는 것이 주목된다.
전체적으로 풍만한 체구인데 반해 키가 작고 어깨가 좁으며 양 발은 어색하게 표현되어 있다. 특히 손모양으로 미루어 보아 밀교(密敎:불교로 해석·설명 할 수 없는 경전, 주문, 진언 등)의 영향을 받은 것으로 추정된다.

## 참고 문헌
- 함양 용산사지 석조여래입상 - 국가유산청 국가유산포털